# Анархо-коммунизм
Ана́рхо-коммуни́зм (анархи́ческий коммуни́зм, также либерта́рный или во́льный коммуни́зм) (от греч. αναρχία — букв. «без начальства», лат. commūnis — «общий») — одно из направлений анархизма и коммунизма, целью которого является установление анархии (то есть безвластного общества — в смысле отсутствия иерархии и принуждения, «прослойки паразитов» по выражению махновских анархо-коммунистов), где максимальное развитие получают самоуправление людей и их союзов и взаимопомощь между ними.
Главным теоретиком идеи анархо-коммунизма, придавшим ей стройную, законченную форму, считается Пётр Алексеевич Кропоткин (1842—1921), который, однако, не был первым анархистом-коммунистом.
Идеи анархо-коммунизма стали идейной базой нескольких крестьянских армий в различных регионах бывшей Российской империи, в частности Революционной повстанческой армии Украины под руководством Нестора Махно во время Гражданской войны 1917—1921 годов.

## Сущность анархо-коммунизма
Анархо-коммунизм является социально-экономическим течением в анархистской мысли, призывающей к созданию общества, существующего на основе всеобщего самоуправления, выстраиваемого снизу вверх, в котором будет отсутствовать частная собственность, вместо которой предлагается свободное пользование всеми продуктами труда всеми членами общества. При этом товарное производство должно быть заменено «довольством для всех», то есть, выражаясь словами Петра Кропоткина:

«Одним словом, пусть каждый берёт сколько угодно всего, что имеется в изобилии, и получает ограниченное количество всего того, что приходится считать и делить!»
Из воспоминаний Виктора Белаша, начальника штаба партизанской армии Махно:

К 1905 году в Гуляйполе назревала революционная ситуация. Настроение было революционно-боевое. Нам очень нравилась программа анархистов-коммунистов за то, что они активно наступали на капиталистический строй, минуя программу-минимум и буржуазную революцию и обещали в ближайшее время свободу, равенство, отсутствие власти (то есть отсутствие прослойки паразитов), самоуправление. И как гарантии к программе призывали к террору над чиновниками царского государственного аппарата и эксплуататорами, к насильственной социальной революции, ближайшей высшей ступенью которой будет анархический коммунизм.

## Основы анархо-коммунизма
- Децентрализация — то есть замена централизованного государства и управления свободной федерацией самоуправляющихся территориальных коммун (общин) и производственных союзов[6].
- Свобода — имеется в виду в первую очередь свобода для полного и всестороннего развития личности без внешнего ограничения в лице государственного правительства, а также финансового. Соответственно речь идёт о свободе от политического и экономического давления, когда правители принуждают человека поступать тем или иным образом, с оглядкой на государственные законы, в том числе уголовный и административные кодексы, а товарно-денежные отношения вынуждают продавать свою рабочую силу владельцам частной собственности и средств производства. Все люди должны иметь равную возможность свободно, и во взаимном согласии с другими людьми определять условия собственной жизни[7].
- Равенство — означает отсутствие иерархии, одинаковые для всех возможности удовлетворения индивидуальных потребностей и нужд, а также равный доступ ко всем общественным благам[8].
- Взаимопомощь — речь идёт о том, чтобы заменить эгоизм, который разделяет людей, солидарностью, призванной восстановить общественную гармонию, когда люди помогают друг другу и заботятся о ближних, исходя из принципа «поможешь ты, помогут и тебе»[9].

## Развитие анархо-коммунистических идей

### Генезис анархо-коммунистических идей
История анархо-коммунистических идей уходит корнями в глубь веков. Так, например, Макс Неттлау видел их ещё во втором веке нашей эры в Египте, указывая, в частности, на основателя гностической секты карпократиан Карпократа, исповедовавшего «свободнейшую форму коммунизма и отрицание всякого писаного закона». Но это было ещё только частью протоанархистских идей, не являвшихся стройной философско-политической мыслью. Однако с развитием капитализма либертарные коммунистические идеи становятся все более чёткими. В частности, их прослеживают в событиях Английской буржуазной революции середины XVII века и в Великой Французской Революции 1789—1793 годов. Джерард Уинстенли, бывший участником радикального движения диггеров в Англии, писал в своём памфлете 1649 года, «Новом Законе Справедливости» (The New Law of Righteousness), что:
«(…) не должно быть [системы] купли-продажи, никаких базаров и рынков, но вся земля должна быть общественным достоянием для каждого человека,»
и

«не должно быть Бога ни над кем, но все сами должны быть Богами для себя».

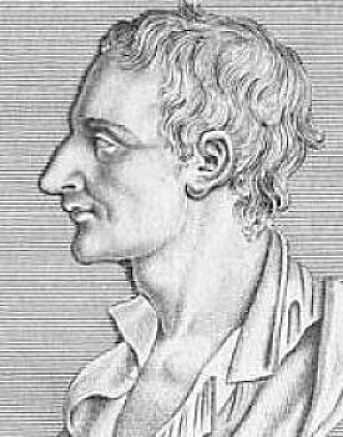
Сильвен Марешаль

А в ходе Великой Французской Революции Сильвен Марешаль (Sylvain Maréchal), в своём «Манифесте равных»(Manifesto of the Equals)(1796), требовал «общественного пользования продуктами земли» и с нетерпением ждал исчезновения «отвратительного разделения на богатых и бедных, великих и малых, повелителей и слуг, управляющих и управляемых».
Ранним анархо-коммунистом был Жозеф Дежак (Joseph Déjacque), первый человек, который называл себя «либертарием». В отличие от Прудона, он утверждал, что:

«(…) рабочий имеет право не на продукт его или её труда, но на удовлетворение его или её потребностей, независимо от того, какова их природа».
Анархо-коллективисты защищали принцип вознаграждения за работу, но поддерживали возможность перехода после революции к коммунистической системе распределения по потребностям. Товарищ Бакунина Джеймс Гильом, писал в одном из своих эссе, «Идеях относительно организации общества» (1876):

«Когда (…) производится больше чем нужно для потребления (…) каждый может брать всё в чём он нуждается из богатых общественных запасов предметов потребления, без страха перед истощением; и моральное чувство, которое будет более чрезвычайно развито среди свободных и равных тружеников, предотвратит, или чрезвычайно уменьшит, злоупотребления и растрату».

### Первый интернационал

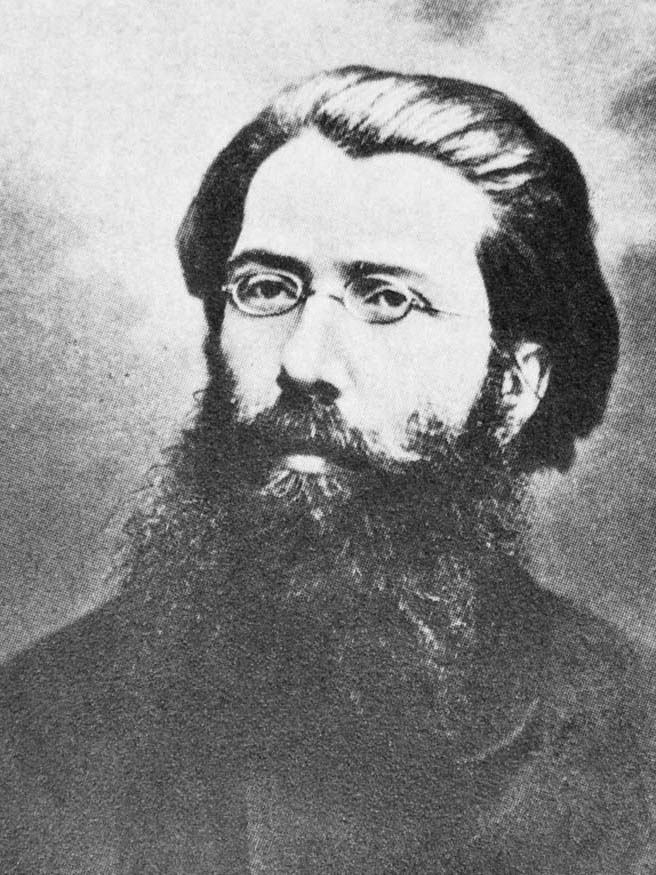
Карло Кафиеро

В качестве привычной сегодня, последовательной социально-политической, экономической и философской идеи анархо-коммунизм сначала был сформулирован в итальянской секции Первого интернационала Карло Кафиеро, Эррико Малатестой, Андре Костой и рядом других экс-мадзинистов-республиканцев. Вначале они не проводили строго различия между коллективистским и коммунистическим анархизмом, вплоть до смерти Михаила Бакунина, называвшего себя коллективистом. Впрочем, Гильом писал впоследствии, что при этом они были всё-таки тогда именно коммунистами, но назвали себя именно коллективистами, чтобы их не путали с коммунистами-государственниками.
Анархо-коллективисты стремились коллективизировать средства производства, в то же время сохраняя систему платы за труд, однако анархо-коммунисты, в отличие от них, стремились расширить понятие общественного пользования также и на продукты труда. В то время как и те и другие выступали против капитализма, анархо-коммунисты дистанцировались от Прудона и Бакунина, утверждавших, что люди должны владеть и распоряжаться продуктами их собственного труда и получать некое вознаграждение за их работу, предлагая такую систему, при которой люди будут иметь возможность свободного доступа к любым товарам, в зависимости от своих потребностей, и вне зависимости от того, сколько труда вложил каждый из них в отдельности.
Кафиеро писал в «Анархии и Коммунизме» (1880), что частная собственность на продукты труда приведёт к экономическому неравенству и социальной дифференциации:

«Если мы сохраняем индивидуальное присвоение продуктов труда, то мы будем вынуждены сохранить деньги, сохраняя различное накопление богатства согласно различным заслугам, а не [реальным] потребностям людей».
На Флорентийской Конференции итальянской федерации Интернационала в 1876, проведённый в лесу недалеко от Флоренции из-за активности полиции, были сформулированы принципы анархо-коммунизма, начинавшиеся так:

«Итальянская Федерация рассматривает коллективную собственность на продукты труда как необходимое дополнение к коллективистской программе, помощи всех для удовлетворения потребностей каждого являющегося единственным правилом производства и потребления, которое соответствует принципу солидарности. Федеральный конгресс во Флоренции красноречиво продемонстрировал мнение относительно итальянской [секции] Интернационала в этом пункте…»
Вышеприведённое сообщение было сделано в статье Малатесты и Кафиеро в бюллетене Юрской Федерации позже в том же году.

### Пётр Кропоткин

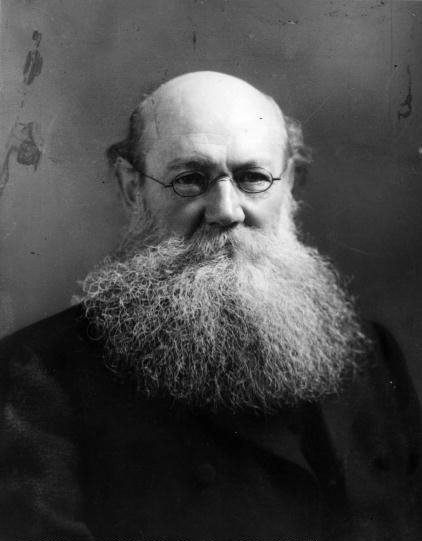
Пётр Кропоткин

Петра Кропоткина часто называют главным теоретиком анархо-коммунизма, который обрисовал в общих чертах свои экономические идеи в своих трудах «Хлеб и воля» и «Поля, фабрики и мастерские». Кропоткин замечал, что сотрудничество более выгодно нежели соревнование, конкуренция, приводя много доводов в поддержку своих идей, что вылилось в написание им фундаментального исследования «Взаимопомощь как фактор эволюции». Он выступал против частной собственности, за отмену её путём «экспроприации всего социального богатства» непосредственно самими трудящимися, ради создания экономической системы, организованной в виде горизонтальной сети добровольных ассоциаций, где товары будут распределяться согласно действительным потребностям человека, а не в зависимости от социального статуса, богатства или как-то ещё. Он отмечал, что все эти «потребности» в свете общественного развития отнюдь не ограничиваются чисто физическими потребностями, однако:
«Одним словом, тех пяти или шести часов, которыми будет располагать каждый после того, как он отдаст несколько часов производству необходимого, будет более чем достаточно для удовлетворения всех бесконечно разнообразных потребностей, составляющих роскошь. Тысячи обществ возьмут на себя эту обязанность. То, что теперь является привилегией ничтожного меньшинства, станет доступным для всех. Роскошь перестанет быть глупым и кричащим удовлетворением тщеславного буржуа и станет удовлетворением действительно художественного вкуса.

Счастье всех от этого только увеличится. В труде сообща, с лёгким сердцем, в виду достижений желанной цели — книги, произведения искусства или предмета роскоши, — человек найдёт ту побудительную силу, тот необходимый отдых, который делает жизнь приятной» .
Кропоткин, в частности, писал, о будущем анархо-коммунистическом обществе:

«(…) если бы громадный капитал, представляемый городами, домами, возделанными землями, фабриками, перевозочными средствами и школами, стал общим достоянием — вместо того, чтобы оставаться частной собственностью, — то уже легко было бы завоевать настоящее довольство для всех. Силы, которыми мы располагаем, шли бы тогда не на ненужные и друг другу противоречащие работы, а на производство всего того, что нужно человеку для продовольствия, жилища, одежды, комфорта, для изучения наук и для разработки искусств».
Отдельные люди и целые коллективы пользовались и распоряжались бы любыми ресурсами, в которых испытывали необходимость, поскольку цель анархистского коммунизма состоит в том, чтобы дать возможность всем удовлетворять их собственные потребности любыми произведёнными продуктами, если только это не происходит в ущерб другим.
Кропоткин поддерживал идею экспроприации собственности, подразумевая при этом, что у всех будет равный доступ ко всему, так что больше не будет необходимости продавать свой труд ради получения доступа к продуктам труда ради удовлетворения своих потребностей.
«Мы вовсе не хотим складывать в кучу все пальто, чтобы потом распределять их (хотя даже и при такой системе те, которые дрожат теперь от холода без одежды, всё-таки остались бы в выигрыше).

Точно так же мы вовсе не хотим и делить деньги Ротшильда. Мы хотим устроить так, чтобы каждому родящимуся на свет человеческому существу было обеспечено, во-первых, то, что оно выучится какому-нибудь производительному труду и приобретёт в нём навык, а во-вторых, то, что оно сможет заниматься этим трудом, не спрашивая на то разрешения у какого-нибудь собственника или хозяина и не отдавая львиной доли всего своего труда людям, захватившим землю и машины».

## Экономические идеи анархо-коммунистов
Анархо-коммунизм подразумевает эгалитаризм и отказ от социальной иерархии и различий, которые являются результатом неравного распределения богатства, а также как отмену частной собственности и товарно-денежных отношений. Вместо них предлагается коллективное производство и распределение богатств посредством добровольной ассоциации. При анархистском коммунизме больше не должно быть государственной и частной собственности. Каждый человек и/или группа лиц будут свободны способствовать производству и удовлетворить свои потребности, основанные на их собственном выборе. Подразумевается, что системы производства и распределения будут управляться самими их участниками соответствующих процессов. При этом:

«Если хоть один индивидуум будет обижен, ассоциация станет для него злом и потеряет raison d’etre, и он будет вправе выйти из неё и восстать против законов, которые она ему навязывает».
Отказ от системы «наёмного труда» является центральной экономической составляющей анархистского коммунизма. В условиях, когда продукты труда станут распределяться, основываясь на индивидуальных потребностях, люди станут вольны участвовать в любых действиях. Подразумевается, что в этих условиях у людей будет реальная возможность для максимальной самореализации, и им больше не придётся участвовать в работе, для которой у них нет ни желания, ни способностей. Анархо-коммунисты утверждают, что нет никакого действенного способа измерить ценность экономического вклада отдельного человека, потому что все богатства, все продукты труда — это коллективный продукт всего общества и всех поколений. Например, нельзя измерить ценность ежедневного производства отдельного фабричного рабочего, не принимая во внимание транспортировку, пищу, воду, жильё, отдых, механизацию, эмоциональное состояние и т. д. так или иначе вложенное в производство. Чтобы дать реальную числовую экономическую ценность чему-либо, должно было бы быть принято во внимание огромное количество сопутствующих внешних факторов — в особенности, текущая или прошлая трудовая помощь для возможности использовать будущую рабочую силу.
Анархо-коммунисты утверждают, что любая экономическая система, основанная на наёмном труде, трудовой и частной собственности требует, чтобы принудительный государственный аппарат провёл в жизнь права собственности и поддерживал неравные экономические отношения, которые являются неизбежным результатом различий в заработной плате и/или количестве собственности. Также они утверждают, что рынки и системы валют делят рабочую силу на классы и назначают искусственные численные значения за работу человека и пытаются отрегулировать производство, потребление и распределение. Они утверждают, что деньги ограничивают его способность потреблять продукты собственного труда, ограничивая их потребление ценами и заработной платой. Анархо-коммунисты полагают, что производство должно быть вопросом качества, что потребление и распределение должны исходить из индивидуальных потребностей каждого человека без жёсткой произвольной привязки к труду, товарам и услугам других людей, учитывая при этом экологические требования. Вместо рынка анархо-коммунисты предлагают «экономику дарения», где товары и услуги произведённые рабочими распределяются в общественных «магазинах», где все (включая рабочих-производителей) наделены действительным правом потреблять то, в чём испытывают необходимость в качестве «платы» за их участие в производстве товаров и услуг. «Экономика дарения» не обязательно подразумевает немедленное возвращение (как с денежным вознаграждением); компенсация является частью того, в чём непосредственно нуждается человек, и что имеет равную ценность с продуктам производимого труда (что обычно называют «бартером»). Любые пределы на производстве и распределении были бы определены людьми в рамках непосредственно участвующих в этом групп, а не капиталистическими владельцами, инвесторами, банками или любыми другими искусственными манипуляциями рынка.
Коммунистический анархизм имеет много общих черт с коллективистским анархизмом, но имеет также и ряд существенных различий. Анархо-коллективизм подразумевает коллективную собственность, в то время как коммунистический анархизм отрицает любые понятия собственности, за исключением личной, то есть той собственности, которая не приносит прибыль. Таким образом, вещи видятся или как личное имущество, используемое человеком, или как общественное имущество, используемое для общественного производства. Анархо-коммунисты полагают, что средства производства не должны принадлежать никакому частному или юридическому лицу, что освобождает их для использования людьми в их собственных индивидуальных потребностях и желаниях. Земля и жильё больше не подверглись бы в анархо-коммунистическом обществе арендованию и налогообложению на собственность (что сделает невозможной угрозу выселения за неуплату). Вместо этого предлагается использование того же жилья на принципах эгалитаризма. Например, в жилом доме, в котором живёт много людей, никто не имел бы права распоряжаться самолично по собственному произволу. Например, жители могут решить разделить определённые обязанности на основе определённого графика, а не поручить их специальному человеку.
«Совсем иной результат получится, если рабочие будут требовать права на довольство. Они заявят тем самым о своём праве завладеть всем общественным богатством, домами и расположиться там сообразно потребностям каждой семьи, захватить накопленные съестные припасы и распорядиться ими так, чтобы после слишком долгого голодания узнать наконец довольство. Они заявят таким образом о своём праве на все богатства — продукт труда прошлых и настоящих поколений — и распорядятся ими так, чтобы познакомиться наконец с высшими наслаждениями искусства и науки, слишком долго бывшими достоянием одних буржуа.

И, заявляя о своём праве на довольство, они — это ещё важнее — провозгласят вместе с тем своё право решать, что должно представлять собою это довольство, какие продукты нужно производить для его обеспечения и что можно оставить, как потерявшее всякую цену».
Абстрактные отношения «владельца» и «арендатора» больше не существовали бы, поскольку считается, что данные термины являются условным юридическим определением и вовсе не являются чем-то абсолютно необходимым для занятия здания, или же чего-то подобного (право на интеллектуальную собственность также прекратило бы существовать). В дополнение к арендной и другим видам платы, что является эксплуатацией, анархо-коммунисты считают, что это — произвольное давление, побуждающее людей выполнить несвязанные непосредственно с этим функции. Например, они подвергают сомнению, почему придётся работать в течение «X часов» в день, чтобы просто где-нибудь жить. Так, вместо того, чтобы работать ради условной заработанной заработной платы, анархо-коммунисты говорят о работе ради непосредственных целей. Из этого следует, что, вместо того, чтобы установить цену для продажу или арендную плату, свободная земля и жильё будут свободно взяты независимо от занятости или финансового статуса. Поэтому, в анархо-коммунистической теории, землю, используемую людьми для себя или их семей, или производительной собственности, используемой непосредственно для производства (например, небольшая ферма), будут считать личным а не общественным имуществом 
«Для желающих заниматься личной трудовой деятельностью без использования наёмного труда должна быть возможность координировать свою работу с социалистическими предприятиями и с Советами, — с тем, чтобы иметь свободный доступ к участию в общественном распределении продукции и услуг. Однако, развитие общества должно идти не в сторону укрепления частнособственнических хозяйств (что может привести в итоге к восстановлению капитализма), а к росту и укреплению общественного производства во всех сферах хозяйства. Поэтому Советы не должны допускать использование найма рабочей силы, аренду частными предпринимателями средств производства помимо собственных, возникновение паразитических форм капитала (ростовщичество, посредничество, частная торговля и т. п.)».
Человек был бы совершенно свободен создавать что-либо и удерживать до тех пор, пока оно не окажется важным средством для общества. Таким образом кисти художника не нуждались бы во внешнем одобрении, и тот же самый основной принцип будет относиться к другим личным предметам, таким как зубная щётка, музыкальные инструменты или домашняя книжная библиотека. Однако, если что-либо влечёт за собой общественное производство (как, например, фабрика, производящая зубные щётки, музыкальные инструменты или книги), оно должно становится достоянием общества и переходить под общественный контроль. В этом отношении анархо-коммунизм можно было считать компромиссом между коллективом и отдельной личностью.
Анархо-коммунисты отвергают мютюэлистическую экономику, так как полагают, что рыночная конкуренция, даже социалистический рынок, неизбежно порождает неравенство в богатстве и земле, что ведёт к власти и социальному неравенству — таким образом воссоздаётся государство и капитализм, поскольку у части рабочих будет больше доступа к капиталу и оборонной силе чем у других. Анархо-коммунисты отрицают коллективистскую экономику, утверждая, что вознаграждение потребовало бы определённого рода валюты, которую анархо-коммунисты опять же отрицают как искусственное измерение ценности рабочей силы, чего объективно произвести невозможно. Они далее утверждают, что те, кто не является частью коллективов или союзов, могут легко оказаться отчуждены от капитала, что разрушает свободное общество претендующее на эгалитаризм.
«Одним словом, пусть каждый берёт сколько угодно всего, что имеется в изобилии, и получает ограниченное количество всего того, что приходится считать и делить! На 350 миллионов людей, населяющих Европу, двести миллионов и по сию пору следуют этим двум вполне естественным приёмам.
(…)
Попробуйте сказать в каком-нибудь народном собрании, что жареных рябчиков нужно предоставлять избалованным бездельникам из аристократии, а чёрный хлеб употребить на прокормление больных в больницах, и вы увидите, что вас освищут. Но скажите в том же собрании, проповедуйте на всех перекрёстках, что лучшая пища должна быть предоставлена слабым и прежде всего больным; скажите, что, если бы во всём городе было всего десять рябчиков и один ящик малаги, их следовало бы отнести выздоравливающим больным, скажите это только.
Скажите, что за больными следуют дети. Им пусть пойдёт коровье и козье молоко, если его не достаёт для всех. Пусть ребёнок и старик получат последний кусок мяса, а взрослый, здоровый человек удовольствуется сухим хлебом, если уж дело дойдёт до такой крайности.

Скажите, одним словом, что если каких-нибудь припасов не имеется в достаточном количестве и их приходится распределять, то последние оставшиеся доли должны быть отданы тем, кто в них более всего нуждается; скажите это,- и вы увидите, что с вами все согласятся».

## Философская составляющая анархо-коммунизма
Анархо-коммунисты отрицают необходимость существования товарно-денежных отношений (ТДО), в основе которых лежит идея о «природной лени и эгоистичности человека». А именно из этого исходят сторонники ТДО, когда говорят, что если не будет денег, то никто не будет иметь стимула работать, начнётся хаос и действительная война всех против всех. В ответ на это сторонники анархо-коммунистических идей утверждают, что даже «праздные богачи» склонны иногда заниматься каким-либо полезным трудом несмотря на то, что фактически все их материальные потребности удовлетворены трудом других.

«Рациональный труд гигиеничен и советуется врачами людям самым богатым и привилегированным. Немощной шведской королеве доктор посоветовал работать каждый день, прибирая свои личные покои (…)».
Анархо-коммунисты вообще не верят в «природную заданность» человеческой натуры, утверждая, что она во многом индивидуальна и определяется окружающей социальной средой. Многие анархо-коммунисты, последователи идей Петра Кропоткина также полагают, что человеческая природа склонна к сотрудничеству, кооперации и взаимопомощи, что это врождённые черты для человека. Они считают, что люди склонны к совместным действиям ради лучшего выживания, а вовсе не эгоистичны, что это определяется врождённым «инстинктом взаимопомощи».
Анархо-коммунисты выступают за коммунистические отношения, так как считают, что только в этом случае люди будут иметь наибольшую степень свободы и достатка для всех, а не только небольшое меньшинство наиболее богатых и влиятельных людей. В этом смысле анархо-коммунизм — глубоко эгалитарная философия. Анархо-коммунисты не считают правильной идею о том, что любой человек имеет право быть чьим-либо владельцем, хозяином, что является неотъемлемой чертой капитализма и государства. При этом некоторые современные анархо-коммунисты и защитники постлефтизма, такие как Боб Блэк и вовсе отрицают понятие «работы», говоря о необходимости замены её полностью добровольной «игрой», которая и будет служить для удовлетворения всех потребностей человека:

«Это не значит, что мы должны перестать что-либо делать. Это значит, что надо создать новый образ жизни, основанный на игре; другими словами, это означает луддистскую революцию. Под „игрой“ я понимаю также празднества, творчество, содружество, сообщничество, может быть, даже искусство. Игра — это больше, чем детская игра, как бы достойна ни была последняя. Я призываю к обобщённой радости и по-настоящему свободному безрассудству. Игра — это не пассивный отдых. Без сомнения, даже обычной лени и безделья нам нужно гораздо больше, чем мы сейчас можем себе позволить, каков бы ни был наш доход и профессия. Но как только пройдёт навязанное трудом истощение, почти каждый предпочтёт действовать. Обломовщина и стахановщина — это две стороны одной и той же фальшивой монеты».
Многие анархо-коммунисты (равно как и анархо-коллективисты) отрицают разделённость понятий «индивидуализм» и «коллективизм» как иллюзорной игры слов. Они утверждают, что человек, жертвующий своими интересами для «пользы большинства» или управляемый «сообществом» или «обществом», это миф, так как общество составлено из отдельных людей, а вовсе не монолитное единство. Они считают, что жёсткий контроль общества над отдельным человеком является тиранией и потому противоречит идеям анархо-коммунизма.

«Но никогда, ни в какую эпоху истории ни даже геологии благо индивида не было и не могло быть противоположно благу общества. Во все времена они оставались тождественны, и те, которые лучше других это понимали, всегда жили наиболее полной жизнью.
Вот почему различие между альтруизмом и эгоизмом, на наш взгляд, не имеет смысла».

## Неправильное представление
Сталкиваясь с понятием анархистского (либертарного) коммунизма, люди нередко отождествляют его с тоталитарным обществом, в котором каждый шаг человека строго определён, чаще всего примером становится СССР. Высказывается претензия, что в таком обществе всё будет общим, вплоть до «обобществления жён».
Анархо-коммунисты опровергают данные претензии, трактуя политэкономический строй СССР не как социализм, а как государственный капитализм, к принципам которого анархо-коммунизм не имеет отношения. К тому же политика большевиков принципиально отлична от методов, которыми готовы действовать, и действуют анархо-коммунисты.
Отвечая на последний вопрос, касающийся собственности, анархо-коммунисты подчёркивают, что речь идёт об обобществлении средств производства, и ликвидации частной собственности, но сохранении личной собственности: в конце концов главное отличие частной собственности от личной заключается в том, что первая подразумевает под собой пользование ей, с целью извлечения прибыли, а вторая — личное пользование, без получения прибыли.
Что же касается вопроса об «обобществлении жён», то он не имеет к анархистскому, равно как и вообще к коммунистическому обществу никакого отношения, так как анархо-коммунисты сторонники равенства, когда женщина имеет все те же права, что и мужчина, то есть является абсолютно полноправным членом общества. Говорить же об «обобществлении жён» может только тот, кто сам мыслит теми категориями, в которых женщина является вещью, товаром, но не человеком. Анархо-коммунисты против такого вульгарного, потребительского подхода.
Ещё теоретик марксизма Энгельс писал:

«Общность жён представляет собою явление, целиком принадлежащее буржуазному обществу и в полном объёме существующее в настоящее время в виде проституции. Но проституция основана на частной собственности и исчезнет вместе с ней. Следовательно, коммунистическая организация вместо того, чтобы вводить общность жён, наоборот, уничтожит её».
И, не будучи согласными со многими положениями марксизма, с приведёнными словами Ф. Энгельса анархо-коммунисты полностью солидарны. Впрочем, об этом же вопросе можно найти и у самих
теоретиков анархо-коммунизма, в частности у французского анархиста Жана Грава. Он писал о том, что:

«Если мужчина и женщина хотят прожить вместе до конца дней, то анархисты нисколько не хотят мешать этому, только на том основании, что союзы стали свободными».
Грав писал, что анархисты выступают против семьи, как юридически регламентированного института. По мнению теоретиков анархизма мужчина и женщина должны сходиться и расходиться тогда, когда им угодно:

«Они [анархисты] отрицают вмешательство глупого и единообразного закона в такие сложные чувства, как те, которые связаны с любовью».

## Критика и ответы на критику

### Прудонистские возражения против коммунизма

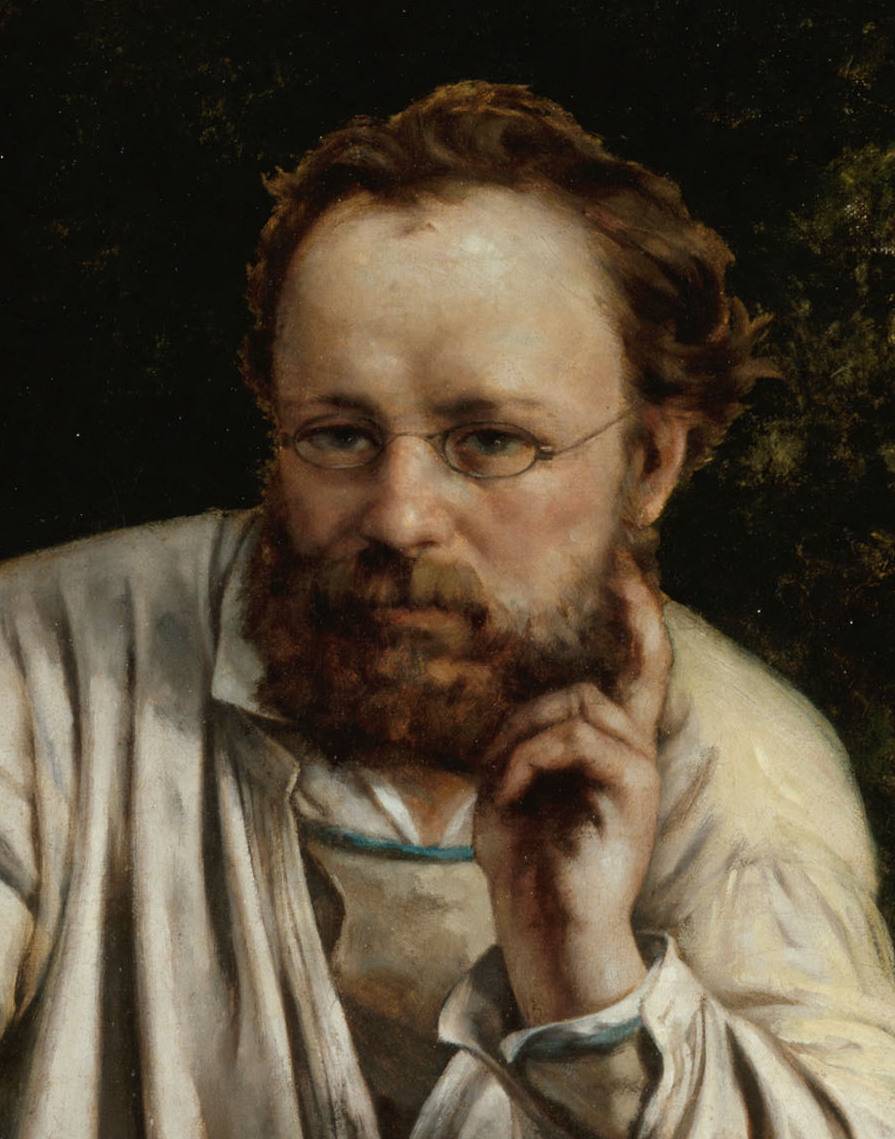
Пьер Жозеф Прудон

Пьер Жозеф Прудон, часть идей которого оказала влияние и на «левых» (социалистических) анархистов (христианский анархист Лев Толстой был в определённой степени под влиянием в том числе Прудона), был критически настроен по отношению к коммунизму. Дело в том, что в то время, когда он написал большинство своих работ, слово «коммунизм» имело вполне определённый оттенок «государственного социализма», ассоциируясь в первую очередь с идеями коммуниста Вейтлинга. Против коммунистического принципа «каждому по потребности», Прудон предлагал свой подход:

«Каждому в соответствии с его трудом, в первую очередь; и, если, при случае, я буду должен помочь Вам, то я охотно сделаю это; но я не буду принуждён [к этому]».
Однако, при этом, Прудон был резко против принципа частной собственности, социального, имущественного неравенства. В своей книге «Что такое собственность?» Прудон выдвинул тезис о том, что «собственность — это кража». По сути, речь шла о частной и государственной собственности.
Фундаментальная предпосылка Прудона заключается в том, что равенство условий — это сущностная основа справедливости:

«При таком методе исследования мы скоро убедимся, что все какие бы то ни было рассуждения, придуманные для защиты собственности, всегда, и притом по необходимости, приводят к равенству, т. е. к отрицанию собственности».
Он утверждал, что пока есть собственность, есть нищета и бедность:

«Приобретатель ставит изгороди, запирается в них и говорит: это принадлежит мне, всяк сам по себе и для себя. Таким образом получается участок земли, на который никто, кроме собственника и его друзей, не имеет права даже ступить ногой, который никому, кроме собственника и его слуг, не может принести пользы. Пусть такая продажа примет широкие размеры, и тогда народ, не желавший и не имевший права продавать, не получивший вырученной при продаже суммы, не будет больше иметь места, где бы он мог сеять и жать, где бы мог отдыхать и даже жить. Он пойдёт умирать с голоду у дверей собственника, рядом с той самой собственностью, которая была его достоянием. Собственник же, видя, как он умирает, скажет: вот как погибают бездельники и тру́сы!».
Исходя из идей французского анархиста, в начале двадцать первого века бывший анархо-синдикалист, рыночник Александр Шубин критикует анархо-коммунистические идеи Кропоткина. Он утверждает, в частности, что анархо-коммунистический проект упирается в исчерпаемость ресурсов. Кроме того, А. В. Шубин утверждает, что экономическая модель либертарных коммунистов крайне не устойчива, и потому они неизбежно будут вынуждены вернуться к товарно-денежным отношениям:

«Но что будет, если многочисленные стороны не придут к консенсусу? Бесконечная затяжка переговоров? В условиях постоянно меняющихся экономических реалий это означает раскол „единого экономического пространства“ на самостоятельные части, которые должны как-то взаимодействовать друг с другом. Собственность перестаёт быть общей, абстрактное стремление к равенству превращается в равенство возможностей. Возникает потребность в универсальном экономическом посреднике — деньгах».
И далее утверждает, что анархо-коммунистические эксперименты в XX веке с треском провалились. Однако работы Шубина страдают большим количеством неточностей, вызванных предвзятым отношением автора к коммунистическим идеям в целом и анархо-коммунизму в частности, так что для уравновешивания его доводов необходимо быть знакомым и с критикой его исследований в области социалистический идей.

«В общем, думается, что Кропоткин вовсе не был наивным идеалистом, равно как и демагогом от политики, и если и считал необходимым делом трудящихся „установить анархо-коммунизм на следующий день после революции“, то делал это исключительно потому что искренне считал это возможным, ну а если этого в полной мере не удастся, то, по крайней мере, по его мысли, необходимо было приложить максимум усилий, чтобы народ сразу же почувствовал улучшения своей жизни, чтобы убедился в прогрессивности революционных изменений, так как в противном случае революция будет обречена на поражение вследствие того, что массы, разочаровавшись в ней, отвернутся от неё. К тому же, если учитывать, что в то время людская психология была гораздо более коллективистской, мы поймём, что это „Хлеб и воля“ была вполне практична и реалистична для своего времени, и не просто так она воспламеняла на борьбу сердца тысяч и тысяч простых людей».

### Индивидуалистская критика
Многие анархо-индивидуалисты считают, что анархо-коммунизм не имеет достаточных оснований считаться частью анархизма. Бенджамин Таккер, например, считал что анархизм и коммунизм несовместимы, о чём вёл публицистические споры с Петром Кропоткиным. Американский анархо-индивидуалист Генри Апплетон говорил по этому поводу:

«Весь коммунизм, в любом обличии, является кровным врагом анархизма, и коммунистический дрейф под флагом анархизма — столь же неправильное изобретение, как любое другое, какое возможно придумать».
Клэренс Ли Сварц (Clarence Lee Swartz) пишет о том, что такое мютюэлизм:

«Один из тестов для любых продвигаемых реформ относительно личной свободы — это: движение запретит или отменит частную собственность? Если это будет сделано, то это — враг свободы. Причиной: один из самых важных критериев свободы — право на частную собственность на продукт труда. Государственные социалисты, коммунисты, синдикалисты и коммунистические анархисты отрицают частную собственность».
Уильям Клайн (William Kline) говорит, что индивидуалисты и коммунисты:

«не могли согласовать свои различия, коммунистические анархисты были преданы общественной собственности, анархо-индивидуалисты же глубоко преданы частной собственности и индивидуальному успеху».

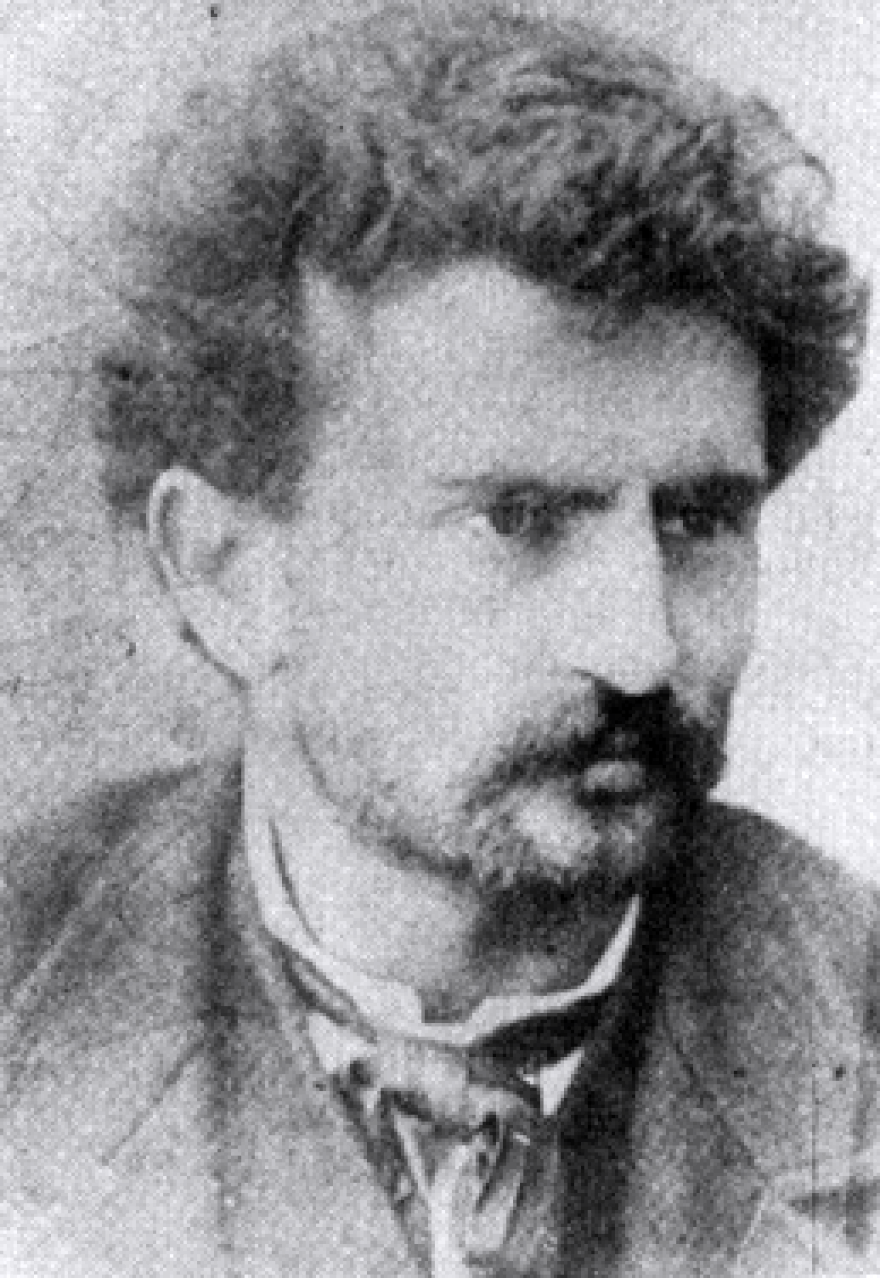
Эррико Малатеста

В ответ на эти и подобные претензии, анархо-коммунисты отвечают, что только отмена частной собственности может способствовать развитию подлинной свободы. В частности Эррико Малатеста утверждает следующее:
«Индивидуалисты предполагают (…) что (анархисты) коммунисты желают навязать коммунизм, который конечно поместил бы их вне рамок анархизма.
Коммунисты предполагают (…) что (анархистские) индивидуалисты отвергают любую идею ассоциации, хотят борьбы между людьми, доминирования самого сильного — и это поставило бы их не только вне анархистского движения, но и вне всего человечества.
В действительности те, кто является коммунистами, являются ими, потому что они видят осуществление братства и лучшую гарантию свободы в свободном сообществе. И индивидуалисты, те, кто действительно является анархистами, оказываются антикоммунистами, потому что боятся, что коммунизм подверг бы отдельных людей (…) общественной тирании(…) Поэтому они хотят, чтобы каждый человек, каждая группа, имели возможность свободно владеть продуктом их труда в условиях равенства с другими людьми и группами, с которыми они поддерживали бы отношения справедливости и равенства.
В таком случае ясно, что между нами нет никаких базовых различий. Но, согласно коммунистам, справедливость и равенство, в естественных условиях, невозможно достигнуть в индивидуалистическом обществе, и таким образом свобода также не может быть достигнута.

Если бы климатические условия во всем мире были схожими, если бы земля была всюду одинаково плодородна, если бы сырьё было равномерно распределено и равнодоступно для всех, кто нуждался в них, если бы социальное развитие было во всем мире одинаковым (…) тогда каждый понимал бы другого (…) открывая земли, инструменты и сыре необходимые для работы и независимого производства, не эксплуатируя и не подвергаясь эксплуатации. Но естественные и исторические условия, являются теми, каковы они есть, и как возможно установить равенство и справедливость между ними, когда одни случайно оказывается с участком бесплодной земли, которая требует большого труда ради малой отдачи с неё, а у других есть участки плодородной и выгодно расположенной земли?».
Анархо-коммунисты утверждают, что у индивидуалистических рабочих кооперативов есть потенциал, чтобы изолировать и управлять теми, кто не принадлежит этим учреждениям, или тем, у кого меньшее количество денег. Анархо-коммунисты вообще утверждают, что ценность рабочей силы субъективна и таким образом не может быть измерена никакими денежно-кредитными средствами, утверждая, что такие ценности произвольны и приводят к стратификации в обществе подразделением рабочей силы. Кропоткин и другие анархо-коммунисты утверждали, что у существования оборонных ассоциаций, даже находящихся в собственности рабочих, и свободно доступных для всех, существует авторитарное назначение:

«(…) для их самозащиты, и отдельный человек, и группа имеют право на любое насилие [в пределах анархо-индивидуализма] (…) Насилие также оправдано для того, чтобы провести в жизнь обязанность сохранения соглашения. Таккер (…) открывает (…) путь для того, чтобы восстановить под названием „защиты“ все функции государства».
Кроме того, анархо-коммунисты утверждают, что даже при социалистическом рынке, индивидуалистическом или мютюэлистическом, поскольку одни рабочие получали бы больше дохода чем другие, из-за различной производительности, рыночной конкуренции, те, кто обладает бо́льшим количеством денег, будут иметь больше доступа к капиталу (средствам производства) и таким образом окажутся способными односторонне влиять на рыночные сделки, принятие решений и вопросы о занятости, предлагая самые высокие предложения оборонным фирмам и таким образом воссоздавая капитализм и государство. Альфи Кон (Alfie Kohn) указывает, что:

«(…) соревновательная борьба уменьшает сопереживающую симпатию, искажает коммуникацию, ослабляет взаимоподдержку и распределение, и уменьшает удовлетворение личных потребностей».
Анархо-коммунист Альберт Мельтзер (Albert Meltzer) резко спорил с претензиями индивидуалистов:

«(…) школа Бенджамена Таккера — на основании их индивидуализма — приняла потребность в полиции подавлять забастовки, чтобы гарантировать „свободу работодателя“. Вся эта школа так называемых индивидуалистов принимает (…) необходимость полиции, следовательно для правительства, и главное определение анархизма отсутствие правительства».
Сторонники постанархистских идей, такие как, в частности, Боб Блэк, исходят из того, что традиционные левые идеи несовместимы с анархизмом. Говоря об анархо-коммунистических идеях, нередко вспоминают платформизм, с его требованиями создания жёстко структурированной организации, и идеи прямой демократии, что по мнению критиков приведёт к возрождению институтов государственной власти.
В свою очередь те сторонники прямой демократии, что являются анархистами, утверждают, что претензии Боба Блэка и других людей со схожими с ним взглядами не обоснованы, так как, прямая демократия отнюдь не подразумевает обязательного наличия иерархии, монополии на применение силы, территории, или чего-либо ещё, при помощи чего можно было бы воссоздать государственную власть. При этом Боб Блэк весьма близок по своим взглядам к анархо-коммунизму, хотя его идеи об «упразднении работы» и «замени её игрой» вызывают подчас резкое отторжение либертарных коммунистов.

### Капиталистическая (либеральная) критика
Капиталистическая критика анархо-коммунизма исходит из того, что такое общество не было бы в состоянии поддерживать необходимый для человеческого общества уровень производства, так как отсутствие системы товарно-денежных отношений лишает людей стимула к эффективному труду, соответственно действие принципа «каждому по потребности» разрушит всю систему производства. Анархо-коммунисты предлагают, чтобы экономическое распределение было основано на принципе «от каждого по способностям, каждому по потребностям», верящим, что все эти «способности» и «потребности» должны быть индивидуальны.

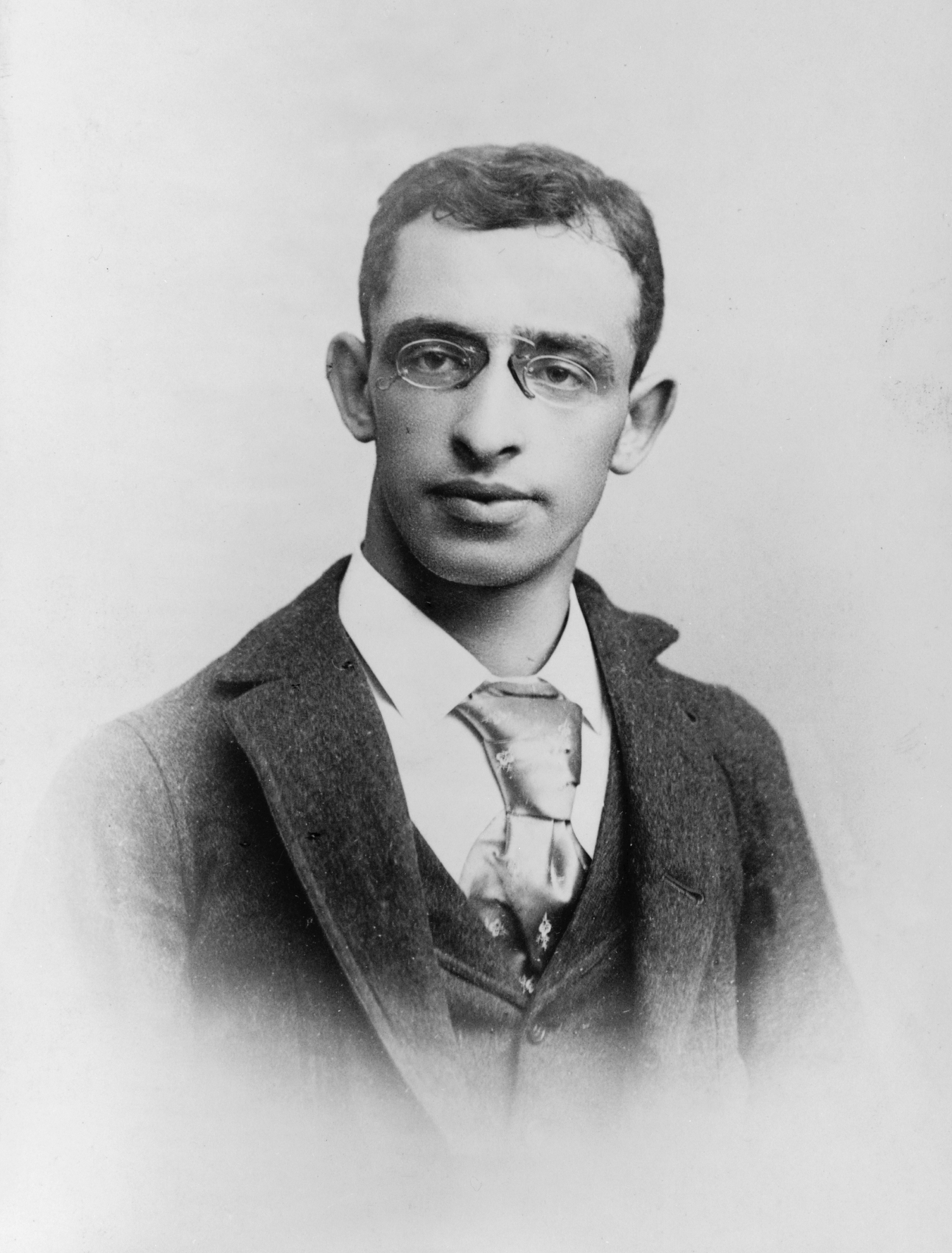
Александр Беркман

Анархо-коммунисты отвергают идею необходимости рыночной экономики, так как по их мнению все теории денежно-кредитной ценности крайне субъективны, и утверждают, что частная собственность подразумевает эксплуатацию человека человеком по самой своей сути, и потому рынок в принципе не сможет существовать без насилия и весьма вероятного воссоздания государства для своей защиты (по меньшей мере, без полиции, призванной защищать «священную частную собственность»). А кроме того рыночная экономика способствует углублению атомизации общества, что в итоге ведёт к ухудшению экологической ситуации, исчерпаемости ресурсов, разрушению солидарности в обществе, что опять же ведёт к необходимости существования полиции, поддерживает социальное, экономическое неравенство. Они также говорят о том, что только отказ от частной собственности, равнодоступность материальных и духовных благ для всех может осуществить действительную возможность осуществления личной свободы всех и каждого. Они утверждают, что работа не должна быть обременительной обязанностью, но должна быть добровольной, приятной, либо служащей оказанию необходимых услуг, что, опять же, не должно служить угнетению отдельной личности интересам остальных. Александр Беркман, например, полагал, что все формы частной собственности на производимую продукцию авторитарны, вне зависимости от того, существует или нет защищающее собственность государство:

«(…) [таким образом босс] даёт Вам работу: это — разрешение работать на фабрике или заводе, который не был построен им, но другими, такими же как вы, рабочими. И ради этого разрешения Вы помогаете поддержать его (…) пока Вы работаете на него».
Боб Блэк так возражает против доводов сторонников рыночных отношений со своих, постанархистских позиций:

«Одни отдают приказы, другие выполняют их — вот сущность рабства. Конечно, как коварно отмечает Хосперс, „можно, по крайней мере, сменить работу“, но вот вообще избежать работы нельзя — точно так же, как при государственнической системе можно сменить подданство, но нельзя избежать подчинения тому или другому национальному государству. А ведь свобода — это нечто большее, чем право менять хозяев».
Шарлотта Вильсон (Charlotte Wilson) утверждала, что никого не будут насильно загонять в анархо-коммунистическую коммуну постольку, поскольку отмена частной собственности не может производиться авторитарными методами:

«(…) каждый мужчина [или женщина] свободен взять то, в чём он [или она] нуждается (…) [и так] едва ли возможно, что личные нужды и комфорт не будут приспособлены (…) [для того], когда собственность не будет защищена никакими юридическими постановлениями, поддержанными вооружённой силой, и неспособна купить личное обслуживание, ради её возвращения к жизни в таком масштабе, чтобы быть опасным для общества чтобы бояться хоть немного. Количество присваиваемое каждым человеком (…), нужно оставить на его [или её] собственной совести, и давлению, осуществляемому его [или её] нравственным чувством и индивидуальными интересами его [или её] соседей».
И далее она продолжает:

«Собственность — [это] обладание человеком, или группой людей, вещами; это не потребность человека пользоваться вещами – то есть, узуфрукт, совсем другой вопрос. Собственность означает монополию на богатство, право не давать другим пользоваться ею, вне зависимости от того, нуждается ли владелец в ней или нет. Узуфрукт подразумевает требование использования такого богатства, которое удовлетворяет пользовательские нужды. Если какой-нибудь человек отчуждает часть этого (который он не использует, и не нуждается для своего собственного использования) от его товарищей, он обманывает всё общество».

### Марксистская критика
Марксисты критикуют анархизм, как являющийся неспособным к созданию успешной и длительной революции, потому что он является слишком уж прямолинейной философией, и не понимает всех тонкостей классовой борьбы и способов производства. И марксистские и анархистские исследования классов основаны на той идее, что общество разделено на многие различные «классы», каждый со своими специфическими интересами согласно их материальным возможностям. Однако отличие состоит в том, как они проводят разграничительные линии между этими группами.
Для марксистов два основных, при последовательно развитом капитализме, класса — это буржуазия (владельцы средств производства) и пролетариат (наёмные рабочие, продавцы рабочей силы). Анархисты утверждают, что не капиталистический класс фактически управляет государством, но другие высшие слои общества, которые является частью правящего класса (и таким образом, защищают его интересы), но со своими собственными интересами, особо по части удержания политической власти, национальной территории и военной мощи. Революционное меньшинство, захватывающее государственную власть и предписывающее свои желания народу, было бы столь же авторитарно как и правящее меньшинство в капиталистическом обществе, и в конечном счёте стало бы точно таким же правящим классом, как и свергнутый, и точно так же по прежнему сохранятся классовое разделение на «правителей и трудящихся». Об этом, ещё задолго до Октябрьской революции и появления Советского Союза писал Михаил Бакунин:

«Предположим, что в идеальном обществе в каждую эпоху есть достаточное число людей равно умных и добродетельных, которые могут достойно выполнять основные государственные функции (…) Но каким образом они захватят власть? Посредством убеждения или посредством силы? Если посредством убеждения, то заметим, что можно хорошо убеждать лишь в том, в чём сам убеждён, и что именно лучшие люди бывают менее всего убеждены в своих собственных заслугах; даже если они сознают их, то им обычно претит навязывать себя другим, между тем как дурные и средние люди, всегда собою довольные, не испытывают никакого стеснения в самопрославлении. Но предположим, что желание служить своему отечеству заставило замолчать в истинно достойных людях эту чрезмерную скромность и они сами себя представят своим согражданам для избрания. Будут ли они всегда приняты народом и предпочтены честолюбивым, красноречивым и ловким интриганам? Если же, напротив, они хотят прийти к власти силой, то им необходимо прежде всего иметь в своём распоряжении достаточно силы, чтобы сломить сопротивление целой партии. Они придут к власти посредством гражданской войны, результатом которой будет побеждённая, но не примирившаяся и всегда враждебная партия. Чтобы сдерживать её, они должны будут продолжать применение силы. Таким образом, это будет уже не свободное общество, а основанное на насилии деспотическое общество, в котором вы, быть может, найдёте много заслуживающих восхищения вещей, но никогда не найдёте свободы».
Кроме того, анархисты традиционно утверждали, что успешная революция нуждается в поддержке крестьянства, совместной работе между крестьянами и промышленными рабочими. Анархисты традиционно были резкими противниками государственной собственности на землю, равно как и любой другой государственной собственности.
Бакунин писал в 1873 году:

«В настоящее время серьёзное, сильное государство может иметь только одно прочное основание — военную и бюрократическую централизацию. Между монархиею и самою демократическою республикою существует только одно существенное различие: в первой чиновный мир притесняет и грабит народ для вящей пользы привилегированных, имущих классов, а также и своих собственных карманов, во имя монарха; в республике же он будет точно так же теснить и грабить народ для тех же карманов и классов, только уже во имя народной воли. В республике мнимый народ, народ легальный, будто бы представляемый государством, душит и будет душить народ живой и действительный. Но народу отнюдь не будет легче, если палка, которою его будут бить, будет называться палкою народной».
Анархисты не дифференцируют людей на крестьян, деклассированные элементы, пролетариат, интеллигенцию, различая в одну группу всех тех кто живёт продавая себя в качестве той или иной рабочей силы (в том числе «работников умственного труда» — «трудовую интеллигенцию»), либо продающих свою собственную продукцию (созданную без использования наёмного труда), вне зависимости от рода деятельности. Анархисты проводят различие между экономическими и политическими элитами, которые управляют политикой, владеют бизнесом и правительственных функционеров, которые выполняют эту политику, тогда как марксисты смешивают оба эти типы Кроме того некоторые анархисты утверждают, что марксизм потому обречён, что возник в умах интеллектуалов из среднего класса, утверждая в то же время, что анархизм возник из самостоятельных действий и самоорганизации простого народа. Они, в частности, указывают на тот факт, что марксистские школы часто называют в честь интеллектуалов, которые формировали теоретические основы движения. Марксисты, однако, утверждают, что их идеи не являются новыми идеологемами, созданными интеллектуалами, но являются идеями, которые формируются из классовых противоречий каждого экономического и социального этапа истории. Они утверждают, что марксистский социализм в особенности явился результатом умов рабочего класса, как следствия классовых противоречий капиталистического способа производства. Некоторые марксисты даже утверждают, что анархизм возникает из идей пролетариев (или даже мелкой буржуазии), а именно тех, кто был маргинализован капитализмом как неорганизованная и грубая реакция в борьбе против сил капитализма. Марксисты полагают, что попытки угнетённого народа освободить себя будут продолжать терпеть неудачу до тех пор, пока с классовым обществом не будет покончено, потому что при капитализме, равно как и в любом другом классовом обществе, социальная власть покоится на производственных отношениях. Многие марксисты указывают иногда на анархистскую революционную природу как свидетельство того, что любое рабочее движение нуждается в организационном центре, чтобы поддерживать «правильную» тактику и вдохновить пролетарское классовое сознание, часто в форме партии революционного авангарда. Некоторые марксисты полагают, что анархистский революционаризм является реакцией на эффект отчуждения, присущий капитализму, и не в состоянии остановить капитализм из-за своей принципиальной враждебности к овладению политической власти. Они утверждают, что антикапиталистические революции должны брать государственную власть в свои руки, чтобы предотвратить возвращение капитализма и создать такую экономику, которая позволит сделать совершенно ненужными капитализм и государство. Анархо-коммунисты контраргументируют на это тем, что децентрализованные, безгосударственные федерации коллективов вполне достаточны для того, чтобы дать и возможность развития реального самоуправления трудящимся, и сохранить личную свободу. Они указывают на тот факт, что никакое социалистическое государство так и не проявило никаких признаков «отмирания».
Однако, эти разногласия не столь существенны для либертарных марксистов, которые полагают, что государственный аппарат должен действовать при активном участии в его управлении рабочих, и которые достаточно критично относятся к опыту создания рабочих государств под флагом марксизма в двадцатом столетии.
Марксисты и анархо-коммунисты согласны, что:

«Именно классовое деление общества даёт начало государству, потому что меньшинство нуждается в особой силе, чтобы поддерживать их власть над большинством, что развилось за тысячи лет в сложные структуры, которые мы и видим сегодня».
Однако, несмотря на критические замечания, анархо-коммунистические коммуны, такие как анархистская Каталония во время гражданской войны в Испании 1936—1939 годов, демонстрировали рост производительности (по крайней мере в отдельных отраслях). Производство картофеля увеличилось на 50 %, производство сахарной свёклы, заготовление корма для домашнего скота удвоились. С помощью более модернизированных машин и химических удобрений, урожай с гектара был на 50 % больше на коллективизированной собственности, нежели на земле обрабатывающейся индивидуальными хозяевами. Анархистская коллективизация в Испании также показала, что такие идеи возможны осуществить в индустриальных условиях. 75 % испанской промышленности были расположены в Каталонии.
Вот что пишет об анархистском участии в Испанской революции российский историк Александр Шубин:

«Несмотря на тяжёлую экономическую ситуацию, вызванную войной и расколом страны, коллективизированная промышленность не допустила резкого падения производства. С июля по декабрь 1936 г. производство промышленности Каталонии упало на 29 % и стабилизировалось до июня 1937 г. (когда началось разрушение синдикалистской системы военно-политическими методами). Металлообработка и машиностроение, от которых зависело поступление на фронт отечественных вооружений, росли до апреля 1937 г., то есть именно в период лидерства анархо-синдикалистов в регионе. Зависимость эффективности производства от наличия самоуправления иллюстрирует динамика добычи угля на синдикализированных предприятиях Берге. В августе 1936 г. было добыто 302 т. В сентябре, после инкаутации добыча снизилась на две тонны, однако уже в октябре возросла до 334 т., а в декабре 1936 — до 360 т. В январе-феврале 1937 г. добыча падает до 328—335 т. (уровень октября 1936 г.), но в июне-июле восстанавливается. Однако в августе-декабре 1937 г., по мере вытеснения самоуправления более жёстким управлением и государственным контролем, добыча угля падает до 235 т.»
Опыт проведения анархистской коллективизации в сельском хозяйстве был также успешным:

«Деятельность арагонских „коллективов“ оказалась чрезвычайно успешной. Даже по официальным данным, урожай в регионе в 1937 г. возрос на 20 %, в то время как во многих других районах страны он сократился. В Арагоне строились дороги, школы, больницы, фермы, учреждения культуры — во многих селениях впервые; осуществлялась механизация труда. Многие жители впервые получили доступ к медицинскому обслуживанию и свободному, антиавторитарному образованию (врачи и учителя становились полноправными членами „коллективов“)».

## Исторические примеры анархо-коммунизма
Во время Испанской анархической революции в Магдалена-де-Пульпис полностью были отменены деньги. «Каждый работает и каждый имеет право получать то, что ему нужно, бесплатно. Он просто идёт в магазин, куда поставляются все продовольственные товары и другие предметы первой необходимости» — рассказывает местный житель. Всё распространялось бесплатно, только записывалось, кто что взял, позволяя сообществу распределять ресурсы поровну во времена дефицита и, как правило, обеспечивало прозрачность.
Другими примерами могут по крайней мере служить некоторые другие провинции Испании, в частности, Арагоне, и некоторые украинские территории времени Махно.

## Известные анархо-коммунисты
- Анархо-коммунисты (категория)